# Kramers FC
El Kramers FC es un equipo de fútbol de Palaos compuesto por empleados del Kramer's Cafe & Restaurant de Koror que juega en la Liga de fútbol de Palaos.
Los dueños del Kramer's Cafe & Restaurant son los hermanos Rene Menz y Mario Menz.
Es uno de los tres equipos de la liga que tiene jugadoras mujeres dentro de su plantel, dado que posee dos futbolistas femeninas en su plantel.

## Palmarés
- Liga de fútbol de Palaos (1): 2008
- Liga de fútbol de Palaos  (2):  2014